# عمر قتيبة الغانم
عمر قتيبة الغانم هو رجل أعمال كويتي والرئيس التنفيذي لشركة صناعات الغانم منذ 2005 والتي تقود أكثر من 30 شركة في أربعين دولة، كما شغل مناصب أخرى كرئاسة مجلس إدارة بنك الخليج منذ 2009 وحتى 2020، وهو رئيس مجلس الشركات العائلية الخليجية.

## نشأته ودراسته
ينتمي عمر الغانم إلى عائلة الغانم، وهي أحد أعرق العائلات الكويتية التي لعبت دورًا بارزًا في مشاريع البنية التحتية والاقتصاد الكويتي. حصل على درجة البكالوريوس في العلوم التجارية من كلية ستيرن للأعمال بجامعة نيويورك عام 1997، كما حصل على درجة الماجستير في إدارة الأعمال من كلية هارفارد للأعمال في 2002.

## المسيرة المهنية
بعد تخرجه من جامعة نيويورك، التحق بقسم الخدمات المصرفية الاستثمارية في بنك مورغان ستانلي بلندن، حيث عمل في صفقات الاندماج والاستحواذ وغيرها من العمليات المالية، والتي شملت اندماج شركتي أسترا وزينيكا لتشكيل أسترازينيكا، وهي إحدى كبرى صفقات اندماج شركات الأدوية في العالم، وفي تلك الفترة شارك أيضًا في تأسيس شركتين للخدمات المالية وهما آسيا إنفستمنتس وبيريلا وينبرغ بارتنرز. بعد ذلك التحق بصناعات الغانم في عام 2002 وبالتحديد في قسم المبيعات، ليتوسع بعد ذلك في أقسام أخرى داخل الشركة كالتقنية والأمور المالية، وفي 2005 أصبح الرئيس التنفيذي للشركة، وهو المنصب الذي يشغله حتى الآن. خلال السنوات الأولى لإدارته الشركة، طوّر عمر الغانم أسلوبًا جديدًا يضمن التقدم الوظيفي المبني على الأداء والأفكار الناجحة بدلاً من العلاقات والروابط الاجتماعية. وقد اهتمت كلية هارفارد للأعمال بالمنهج الذي سار عليه وأدرجته كدراسة حالة لطلبة ماجستير إدارة الأعمال. بعدها تولى عدة مناصب في بنك الخليج، أهمها عضوية مجلس الإدارة في 2009 ثم نائبًا لرئيس مجلس الإدارة في 2012 ثم رئيسًا لمجلس الإدارة منذ 2013 وحتى 2020.
من جهة أخرى، يشارك عمر في تعزيز التنمية الإقتصادية لمنطقة الشرق الأوسط وشمال أفريقيا من خلال عمله كمدير للمنتدى الاقتصادي العالمي لمجلس الأعمال الإقليمي لمنطقة الشرق الأوسط وشمال أفريقيا، وكرئيس مبادرة «رؤية جديدة للعمالة العربية» في عامي 2014 و2015، ويمتد التزامه بالمنتدى الاقتصادي العالمي لأكثر من عشر سنوات، واعترافاً بمساهماته الفعالة تم تعيينه كقائد عالمي شاب من قبل المنتدى. كما شارك في مؤتمرات هامة مثل النسخة الأولى من المؤتمر المصرفي العالمي الذي أقامه بنك الكويت المركزي تحت رعاية أمير الكويت الشيخ صباح الأحمد الجابر.

## مناصب أخرى
عمر الغانم هو رئيس مجلس إدارة مجلس الشركات العائلية الخليجية، كما يشغل عضوية مجلس مستشاري العميد والمجلس الاستشاري لكلية هارفارد للأعمال في منطقة الشرق الأوسط وشمال إفريقيا منذ 2015. وهو عضو المجلس الإداري لمركز القيادة العامة في كلية كينيدي بجامعة هارفارد، وعضو مؤسس في مؤسسة إنجاز العرب ورئيس مجلس إدارة إنجاز الكويت، التي تعتبر جزء من "Junior Achievement" وهي منظمة غير هادفة للربح تسعى إلى تدعيم التنمية الاقتصادية في منطقة الشرق الأوسط وشمال أفريقيا، وقد قامت بتدريب وتعليم أكثر من 3 ملايين شاب على مدار السنوات.

## جوائز
حاز على جوائز عديدة من بينها جائزة «أفضل رجل أعمال للعام» المقدمة من مجلة أريبيان بزنس في 2013. وجائزة الرئيس التنفيذي المثالي في الشرق الأوسط للعام 2015 من مجلة الأعمال العربية. كما تم تكريمه من قبل مؤسسة جونيور آتشيفمنت.